# الخطاب الذي ألقاه بانغاباندو في 7 آذار
```
كان 
الخطاب الذي ألقاه بانغاباندو في 7 آذار مارس
 خطاباً ألقاه الشيخ 
مجيب الرحمن
، الأب المؤسس 
لبنغلاديش
 في 7 مارس 1971 في مضمار سباق رامنا في 
دكا
، إلى تجمع لأكثر من مليوني شخص. وقد تم تسليمها خلال فترة تصاعد التوترات بين 
باكستان
 الشرقية والمؤسسة السياسية والعسكرية القوية في غرب باكستان. في الخطاب، أعلن عبد الرحمن:
```

```
«هذه المرة النضال من أجل حريتنا. هذه المرة النضال من أجل استقلالنا». وأعلن عن حركة عصيان مدني في الإقليم، داعياً إلى «تحويل كل بيت إلى حصن». ألهم الخطاب الشعب البنغالي للاستعداد لحرب الاستقلال وسط تقارير واسعة النطاق عن التعبئة المسلحة من قبل باكستان الغربية. بدأت حرب تحرير بنغلاديش بعد 18 يومًا، عندما أطلق 
الجيش الباكستاني
 حملة «البحث عن الضوء» ضد المدنيين البنغاليين، والمثقفين، والطلاب، والسياسيين، والأفراد المسلحين. أضافت 
اليونسكو
 في 30 تشرين الأول / أكتوبر 2017 الخطاب في سجل ذاكرة العالم باعتباره تراثًا وثائقيًا.
[
1
]
[
2
]
```

## خلفية
تم إنشاء باكستان في عام 1947، أثناء تقسيم الهند، كوطن مسلم في جنوب آسيا. تضم أراضيها معظم المقاطعات ذات الأغلبية المسلمة في الهند البريطانية، بما في ذلك منطقتين منفصلتين جغرافيا وثقافيا، واحدة شرق الهند والآخرى غربها. كانت المنطقة الغربية شعبية (ولفترة رسمية) تسمى باكستان الغربية. المنطقة الشرقية (بنغلاديش الحديثة) كانت تسمى بنغال الشرقية ثم باكستان الشرقية. سيطرت باكستان الغربية على البلاد سياسياً، واستغل قادتها الشرق اقتصادياً، مما أدى إلى مظالم شعبية.
عندما تم انتخاب الباكستانيين الشرقيين، مثل خواجة نظيم الدين، ومحمد علي بوقرة، وحسين شهيد سهروردي، كرئيس وزراء باكستان، تم إسقاطهم بسرعة من قبل المؤسسة الباكستانية الغربية. الديكتاتوريات العسكرية أمثال أيوب خان (27 أكتوبر 1958 - 25 مارس 1969) ويحيى خان (25 مارس 1969 - 20 ديسمبر 1971)، كلاهما من الباكستانيين الغربيين، ساهمت في استياء الباكستانيين الشرقيين.
في عام 1966، أطلقت رابطة عوامي بقيادة الشيخ مجيب حركة النقاط الست للمطالبة بالحكم الذاتي الإقليمي لباكستان الشرقية. رفضت المؤسسة الباكستانية مقترحات الجامعة، وألقت الحكومة العسكرية القبض على الشيخ مجيب واتهمته بالخيانة في قضية مؤامرة أجارتالا. بعد قضاء ثلاث سنوات في السجن، أُطلق سراح مجيب في عام 1969، وتم إسقاط القضية المرفوعة ضده في مواجهة الاحتجاجات الجماهيرية وانتشار العنف في شرق باكستان.
في عام 1970، حقق حزب رابطة عوامي، وهو أكبر حزب سياسي باكستاني شرق، الذي حقق فوزًا ساحقًا في الانتخابات الوطنية، حيث فاز بـ 167 مقعدًا من 169 مقعدًا تم تخصيصها لباكستان الشرقية وأغلبية المقاعد البالغ عددها 313 مقعدًا في الجمعية الوطنية. هذا أعطاه الحق الدستوري لتشكيل الحكومة. ومع ذلك، رفض ذو الفقار علي بوتو، زعيم حزب الشعب الباكستاني وعضو في المجموعة السندية العرقية، السماح للشيخ مجيب بأن يصبح رئيسًا للوزراء. بدلا من ذلك، اقترح وجود اثنين من رؤساء الوزراء، واحد لكل جناح.
بدأت المفاوضات في دكا بين الجانبين. في يناير 1971، بعد الجولة الأولى من المفاوضات، وعد الرئيس يحيى خان في مطار دكا بأن الشيخ مجيب سيكون رئيس الوزراء القادم وأن الجمعية الوطنية المنتخبة ستعقد في 3 مارس 1971. ومع ذلك، عارضت بوتو بشدة أن يصبح البنغالي رئيسا للوزراء، وبدأت حملة من الخطابات العنصرية في غرب باكستان للاحتجاج على الخوف من الهيمنة البنغالية. وحذر نواب غرب باكستان المنتخبين من السفر إلى الشرق. خوفا من حرب أهلية، أرسلت بوتو سرا شريكاً، هو جميل حسن، للقاء الشيخ مجيب وأعضاء من دائرته الداخلية. لقد تقرر أن الشيخ مجيب سيخدم كرئيس للوزراء، مع بوتو كرئيس للبلاد. تم إخفاء هذه المحادثات عن العامة ومن القوات المسلحة. في غضون ذلك، ضغطت بوتو على يحيى خان لاتخاذ موقف.
في 3 مارس، تم تأجيل انعقاد الجمعية الوطنية حتى 25 مارس، مما أدى إلى غضب عارم في شرق باكستان. اندلع العنف في دكا، وشيتاغونغ، رانغبور، كوميلا، راجشاهي، سيلهيت وخولنا، وقامت قوات الأمن بقتل العشرات من المتظاهرين العزل. كانت هناك دعوات مفتوحة للشيخ مجيب لإعلان الاستقلال عن باكستان، ودعت رابطة عوامي تجمعًا كبيرًا عامًا في مضمار سباق رامنا في داكا في 7 مارس للرد.

## الخطاب
بدأت بانغابدهو مع خطوط، "اليوم، ظهرت أمامك بقلب ثقيل. أنت تعرف كل شيء وتفهم ذلك. لقد حاولنا في حياتنا. ولكن المسألة المؤلمة هي اليوم، في دكا، شيتاغونغ، خولنا، راجشاهي ورانجبور والشوارع مصبوغة باللون الأحمر بدم إخواننا، واليوم يريد شعب البنغال الحرية، ويريد شعب البنغال البقاء، ويريد شعب البنغال حقوقه، فما الخطأ الذي فعلناه؟.
- ذكر أربعة شروط للانضمام إلى الجمعية الوطنية في 25 مارس:

1- الرفع الفوري للقانون العرفي؛
2-الانسحاب الفوري لجميع الأفراد العسكريين إلى ثكناتهم؛
3-النقل الفوري للسلطة إلى الممثلين المنتخبين للشعب؛
4-تحقيق مناسب في الخسائر في الأرواح أثناء النزاع.
كما أعطى العديد من التوجيهات لحركة العصيان المدني، وأمر بأن:
1-يجب على الناس عدم دفع الضرائب؛
2-يجب على موظفي الحكومة أن يأخذوا الأوامر منه فقط؛
3-ينبغي للأمانة والمكاتب الحكومية وشبه الحكومية والمحاكم في شرق باكستان مراقبة الإضرابات، مع إعلان الإعفاءات اللازمة من حين لآخر؛
4-يجب أن تعمل فقط خطوط الهاتف المحلية والمقاطعات الداخلية؛
يمكن أن تستمر السكك الحديدية والموانئ في العمل، ولكن لا ينبغي لعمالها التعاون إذا استخدموا لقمع سكان شرق باكستان.
استمر الخطاب حوالي 19 دقيقة واختتم مع: «كفاحنا، هذه المرة، هو نضال من أجل حريتنا. نضالنا، هذه المرة، هو صراع من أجل استقلالنا. الفرح للبنغال!» إعلان بحكم الواقع لاستقلال بنغلاديش.
وكانت وسائل الإعلام الدولية قد نزلت إلى باكستان الشرقية على الخطاب وسط تكهنات بأن الشيخ مجيب سوف يصدر إعلان استقلال أحادي الجانب من باكستان. ومع ذلك، مع الأخذ في الاعتبار فشل إعلان استقلال روديسيا الأحادي وبصراع بيافرا في نيجيريا، فإنه لم يصدر إعلانًا مباشرًا. ومع ذلك، كان الخطاب فعالا في إعطاء البنغاليين هدفا واضحا للاستقلال.

## دلالة تاريخية
كتب ضياء الرحمن (لاحقاً رئيس بنغلاديش) في مجلة بيتشريتا في 26 مارس 1974 أن الخطاب ألهمته بالمشاركة في حرب التحرير عام 1971.
تم تضمين الخطاب في كتاب «نكافح على الشواطئ»: الخطب التي ألهمت التاريخ، من قبل جاكوب ف. فيلد.

## الوضع كتراث وثائقي
الخطاب مسجل في سجل ذاكرة العالم لليونسكو، وهي قائمة من التراث الوثائقي العالمي المهم. أعلنت إيرينا بوكوفا، المدير العام لليونسكو، القرار في مقرها في باريس في 30 أكتوبر 2017.

### في الثقافة الشعبية
يبدأ الفيلم الوثائقي موكتر غان، من قبل طارق مسعود وكاترين مسعود، بفيديو للخطاب.
أدرج الروائي وكاتب الأعمدة أنيس الحق الخطاب في روايته التاريخية «ما» (وتعني الأم)، التي نشرت في عام 2004.
في روايته «المعطف الأسود»، أنشأ المؤلف البنجلاديشي الكندي نعمة إمام شخصية تدعى نور حسين الذي حفظ الخطاب خلال مجاعة بنغلاديش في عام 1974.